# Северна Македонија на Европском првенству у атлетици у дворани 2021.
Република Македонија је учествовала на 36. Европском првенству у дворани 2021 који се одржао у Торуњу, Пољска, од 4. до 7. марта. Ово је једанаесто Европско првенство у дворани од 1994. године од када Македонија учествује самостално под овим именом.
Репрезентацију Македоније представљао је 1 спортиста који се такмичио у трци на 400 метара.

## Учесници
Мушкарци:
- Јован Стојоски — 400 м

## Резултати

### Мушкарци
| Атлетичар      | Дисциплина | Лични рекорд | Квалификације | Квалификације | Полуфинале           | Полуфинале           | Финале               | Финале       | Детаљи |
| Атлетичар      | Дисциплина | Лични рекорд | Резултат      | Место         | Резултат             | Место                | Резултат             | Место        | Детаљи |
| -------------- | ---------- | ------------ | ------------- | ------------- | -------------------- | -------------------- | -------------------- | ------------ | ------ |
| Јован Стојоски | 400 м      | 47,57        | 48,60         | 6. у гр. 2    | Није се квалификовао | Није се квалификовао | Није се квалификовао | 48 / 48 (49) |        |